# Lautaro Baeza
Lautaro Manuel Baeza (* 17. Februar 1990 in Merlo) ist ein ehemaliger argentinischer Fußballspieler. Der Mittelfeldspieler spielte in seinem Heimatland Argentinien sowie in Chile.

## Karriere
Lautaro Baeza wurde in den Jugendabteilungen von Vélez Sarsfield ausgebildet und kam 2010 in die Profimannschaft. Er war vielseitig im Mittelfeld einsetzbar, beidfüßig und bekannt für seine Dynamik sowie seinen starken Distanzschuss. Nach einer Leihe an Platense, wo er nur ein Pokalspiel bestritt, wechselte er 2012 zu Sportivo Las Parejas. Dort überzeugte er mit guten Leistungen, was das Interesse von Rangers de Talca weckte, zu denen Mitte 2013 der Wechsel erfolgte. Nach dem Abstieg des Teams 2014 verließ er den Klub. Im Jahr 2015 spielte er bei Deportivo Merlo in der Primera B Metropolitana, erzielte vier Tore und war ein wichtiger Leistungsträger. Zur Saison 2016 wechselte er zum Club Sportivo Patria in der Torneo Federal A und kurz darauf zu Sportivo Barracas, wo er bis 2019 spielte und dann seine Karriere beendete.